# Get Rich or Die Tryin' (film)
Get Rich or Die Tryin' is een Amerikaanse film uit 2005 geregisseerd door Jim Sheridan, met 50 Cent in de hoofdrol. De film werd uitgebracht op 9 november 2005, en stond bekend als Locked and Loaded tijdens de productie. Net als bij de Eminem-film 8 Mile uit 2002 is het een autobiografische film.

## Verhaal
Marcus is een rustige jongen die zijn liefhebbende moeder aanbidt, en de twee hebben een relatief comfortabel leven aangezien zijn moeder een lokale drugsdealer is. Ze laat hem vaak achter bij zijn grootouders, terwijl ze haar zaken regelt. Maar nadat ze op brute wijze wordt vermoord in een schijnbare drugsdeal die verkeerd is gegaan, gaat het de verkeerde kant op met Marcus. 

## Rolverdeling
- 50 Cent - Marcus
- Terrence Howard - Bama
- Adewale Akinnuoye-Agbaje - Majestic
- Joy Bryant - Charlene
- Omar Benson Miller - Kyrl
- Tory Kittles - Justice
- Ashley Walters - Antoine
- Marc John Jefferies - Young Marcus
- Viola Davis - Grandma
- Sullivan Walker - Grandpa
- Serena Reeder - Katrina
- Bill Duke - Levar
- Mpho Koaho - Junebug
- Russell Hornsby - Odell
- Joseph Pierre - Uncle Deuce